# Campeonato Mundial de Esqui Alpino de 1991
O Campeonato Mundial de Esqui Alpino de 1991 foi a trigésima primeira edição do evento, foi realizado em Saalbach-Hinterglemm, Áustria, entre os dias 22 de janeiro a 3 de fevereiro de 1991.

## Resultados

### Masculino
| Evento                 | Ouro                                      | Prata                                    | Bronze                                    |
| ---------------------- | ----------------------------------------- | ---------------------------------------- | ----------------------------------------- |
| Downhill (27.01)       | Franz Heinzer · Suíça · 1:54,91           | Peter Runggaldier · Itália · 1:55,16     | Daniel Mahrer · Suíça · 1:55,57           |
| Slalom (22.01)         | Marc Girardelli · Luxemburgo · 1:55,38    | Thomas Stangassinger · Áustria · 1:55,96 | Ole Kristian Furuseth · Noruega · 1:56,00 |
| Slalom gigante (03.02) | Rudolf Nierlich · Áustria · 2:29,94       | Urs Kälin · Suíça · 2:30,29              | Johan Wallner · Suécia · 2:30,73          |
| Super G (23.01)        | Stephan Eberharter · Áustria · 1:26,73    | Kjetil André Aamodt · Noruega · 1:28,27  | Franck Piccard · França · 1:28,55         |
| Combinado (30.01)      | Stephan Eberharter · Áustria · 16,28 pts. | Kristian Ghedina · Itália · 26,41 pts.   | Günther Mader · Áustria · 27,54 pts.      |

### Feminino
| Evento                 | Ouro                                    | Prata                                | Bronze                                          |
| ---------------------- | --------------------------------------- | ------------------------------------ | ----------------------------------------------- |
| Downhill (26.01)       | Petra Kronberger · Áustria · 1:29,12    | Nathalie Bouvier · França · 1:29,56  | Svetlana Gladishiva · União Soviética · 1:29,63 |
| Slalom (01.02)         | Vreni Schneider · Suíça · 1:25,90       | Nataša Bokal · Iugoslávia · 1:26,06  | Ingrid Salvenmoser · Áustria · 1:26,56          |
| Slalom gigante (02.02) | Pernilla Wiberg · Suécia · 2:07,45      | Ulrike Maier · Áustria · 2:07,61     | Traudl Hächer · Alemanha · 2:08,03              |
| Super G (29.01)        | Ulrike Maier · Áustria · 1:08,72        | Carole Merle · França · 1:08,83      | Anita Wachter · Áustria · 1:08,85               |
| Combinado (31.01)      | Chantal Bournissen · Suíça · 26,45 pts. | Ingrid Stöckl · Áustria · 33,76 pts. | Vreni Schneider · Suíça · 42,13 pts.            |

## Quadro de medalhas
| Ordem | País            | Medalha de ouro | Medalha de prata | Medalha de bronze | Total |
| ----- | --------------- | --------------- | ---------------- | ----------------- | ----- |
| 1     | Áustria         | 5               | 3                | 3                 | 11    |
| 2     | Suíça           | 3               | 1                | 2                 | 6     |
| 3     | Suécia          | 1               | 0                | 1                 | 2     |
| 4     | Luxemburgo      | 1               | 0                | 0                 | 1     |
| 5     | França          | 0               | 2                | 1                 | 3     |
| 6     | Itália          | 0               | 2                | 0                 | 2     |
| 7     | Noruega         | 0               | 1                | 1                 | 2     |
| 8     | Iugoslávia      | 0               | 1                | 0                 | 1     |
| 9     | Alemanha        | 0               | 0                | 1                 | 1     |
|       | União Soviética | 0               | 0                | 1                 | 1     |
|       | TOTAL           | 10              | 10               | 10                | 30    |